# Clathrate

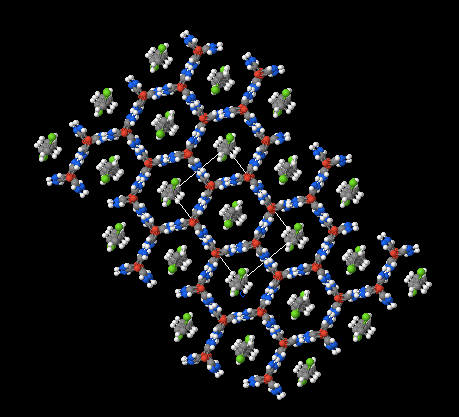
Clathrat: Struktur einer Einschlussverbindung von Harnstoff und 1,6-Dichlorohexan. Farbschema: Sauerstoff: rot, Stickstoff: blau, Chlor: grün, Kohlenstoff: schwarz, Wasserstoff: weiß.

Clathrate (von lateinisch clatratus ‚vergittert‘; Schreibweise im Deutschen teilweise auch Klathrate) sind Einschlussverbindungen zweier Stoffe, von denen ein Gastmolekül in ein Gitter oder einen Käfig aus einem Wirtsmolekül eingelagert ist. Sie heißen daher auch Käfigeinschlussverbindungen.
Clathrathydrate sind kristalline Feststoffe auf Wasserbasis, die wie Eis aussehen und andere Materialien, sowohl Gase als auch Flüssigkeiten, im Kristallgitter binden beziehungsweise transportieren können. Diese Moleküle sind in den Käfigen aus wasserstoffgebundenen, gefrorenen Wassermolekülen gefangen und halten die Komplexe so stabil.
Einschlussverbindungen in diesen Käfigen bezeichnet man auch als Gashydrate. Bei Clathrathydraten beträgt das Stoffmengenverhältnis Gas/Wasser meist 8:48, bei großen einzulagernden Gasteilchen auch 6:48. Methanhydrat entsteht in kalten Meeren in großer Tiefe aus natürlichen Methanquellen. Es ist bei tiefen Temperaturen und hohen Drücken stabil. Der industrielle Abbau von Methanhydrat zur Energiegewinnung wird seit langem erwogen, aufgrund der damit verbundenen Risiken einer plötzlichen Freisetzung riesiger Mengen des Treibhausgases Methan durch eine Destabilisierung der Methanhydratvorkommen am Meeresgrund aber kaum umgesetzt.
In großen Gletschern (z. B. in der Antarktis) wird Luft (aus dem den Gletscher bildenden Schnee) in einer Tiefe von einigen 100 Metern unter dem dort herrschenden Druck allmählich als Clathrat in das Eis eingebaut.
Außer Wasser können auch einige organische Verbindungen Clathrate bilden, zum Beispiel bildet Hydrochinon mit Argon eine Einschlussverbindung im Verhältnis 3:1. In organische Verbindungen lassen sich auch reaktivere Gase wie Halogenwasserstoffe oder Schwefelwasserstoff einlagern.
Zu unterscheiden sind Clathrate von Einlagerungsmischkristallen, von Verbindungen von Metallen mit Nichtmetallen sowie von Komplexverbindungen, welche echte chemische Verbindungen sind.

## Technische Anwendung
Clathrate werden technisch in der Harnstoff-Extraktiv-Kristallisation genutzt. Diese dient zur selektiven Abtrennung von n-Paraffinen aus iso-Paraffin-, Aromaten-, Naphthen- und n-Paraffingemischen (Kerosin). Der Harnstoff bildet während der Kristallisation Kanäle mit einem Durchmesser von 0,53 Nanometer. Nur n-Paraffine können in diese kleinen Kanäle eindringen und dort gebunden werden. Bei 75 °C löst sich der Harnstoffkristall in Wasser wieder auf, und die n-Paraffine werden freigegeben.